# Petrus Jacobus van Loo
Petrus Jacobus van Loo (Utrecht, 28 juli 1889 – Bilthoven, 8 oktober 1969) was een Nederlandse wiskundige, onderwijsbestuurder en prominent vrijmetselaar. Hij was onder meer rector van het Haags Lyceum en vervulde een sleutelrol in de Nederlandse vrijmetselarij, zowel in de symbolische graden als in de hogere graden.

## Biografie
Van Loo werd geboren in Utrecht en promoveerde in 1922 aan de Rijksuniversiteit Utrecht tot doctor in de wis- en natuurkunde met een dissertatie over projectieve meetkunde. Hij begon zijn loopbaan als leraar aan de hbs in Semarang (Nederlands-Indië). In de jaren 1935–1937 was hij tijdelijk directeur van een hbs in Hengelo. Uiteindelijk werd hij rector van het Haags Lyceum. Rond 1937 vestigde hij zich in Den Haag op het Pomonaplein. In 1966 verhuisde hij naar het vrijmetselaarsverzorgingshuis Huize het Oosten in Bilthoven.
Van Loo werd na zijn overlijden op 13 oktober 1969 gecremeerd in Westerveld. Zijn verdiensten binnen de vrijmetselarij werden postuum erkend in diverse herdenkingsartikelen, waaronder bijdragen van W. Veenstra, J.E.A. Salem en G.J.M. van der Kerk. In het tijdschrift Het Rozekruis werd tevens een sonnet van H. Hoorn aan hem opgedragen.

## Vrijmetselarij
Van Loo werd op 18 december 1915 ingewijd in de Loge La Constante et Fidèle te Semarang. Hij doorliep daarna de symbolische graden in verschillende loges in Nederlands-Indië en Nederland. Hij was actief lid van onder meer de Loges Ultrajectina (Utrecht), Deli (Medan), De Unie van Utrecht (Utrecht), en Het Zuiderkruis (Batavia en Den Haag).
Hij bekleedde diverse bestuursfuncties binnen de vrijmetselarij. Hij was Voorzittend Meester van meerdere Loges, waaronder Deli (1929) en Het Zuiderkruis in Batavia (ca. 1925–1927), en later in Den Haag (1950–1952). In 1958 werd hij benoemd tot Meester van Eer van laatstgenoemde loge.

### Grootoosten der Nederlanden
In 1952 werd Van Loo benoemd tot lid van het Hoofdbestuur van de Orde van Vrijmetselaren, als Grootbouw- en meubelmeester. In de jaren 1953–1954 was hij tevens Grootarchivaris. Van 1955 tot 1967 bekleedde hij het ambt van Grootsecretaris. Na zijn aftreden werd hij benoemd tot erelid van het hoofdbestuur. Hij vertegenwoordigde de Grootloge ook internationaal, onder meer als Grootvertegenwoordiger van de Grootloge van Texas (1953–1969) en van de United Grand Lodge of England (1965–1969).

### Hoge Graden
Van Loo werd in 1933 ingewijd in de graad van Soeverein Prins Rozenkruiser binnen het Kapittel Het Zuiderkruis. Hij was later lid van de Kapittels Ultrajectina (Utrecht), Silentium (Delft), en De Phoenix (Utrecht). In 1948 werd hij benoemd tot lid van het Opperbestuur van de Hoge Graden, waar hij vanaf 1952 fungeerde als Eerste Grootopziener en vanaf 1959 als Generaal Inspecteur. In 1962 werd hij benoemd tot Grootmeester van het Opperbestuur, een functie die hij tot kort voor zijn overlijden in 1969 vervulde.

### Schotse Ritus
Binnen de Schotse Ritus bereikte hij in de loop der jaren de 33e graad en was hij stemgerechtigd lid van het hoogste bestuursorgaan.

## Publicaties
Van Loo publiceerde talrijke studies over vrijmetselarij, met name over rituaal en geschiedenis. Zijn belangrijkste werken zijn onder andere:
- Inleiding tot een afbeeldingsmethode van de stralenruimte op de puntenparen van een puntenveld (Utrecht, 1922) – dissertatie
- Inleiding tot de geschiedenis van de Vrijmetselarij (1948)
- Inleiding tot de geschiedenis van het rituaal van den graad van Soeverein Prins van het Rozenkruis (1948)
- De Oude Plichten (1950) en een Franse vertaling ervan (1951)
- De ritualen van de historische graden (1950)
- De geschiedenis van onze ritualen tot het einde van de achttiende eeuw (1951)
- Geschiedenis van het Hoofdkapittel der Hoge Graden in Nederland (1953)
- The Ceremonies of Craft Masonry of the Grand East of the Netherlands (1953, herziene editie 1967)
- Geschiedenis van de Orde van Vrijmetselaren onder het Grootoosten der Nederlanden (1967)

Daarnaast publiceerde hij artikelen in diverse tijdschriften, waaronder Algemeen Maçonniek Tijdschrift, Thoth en Het Rozekruis.
- International Standard Name Identifier: 0000 0003 9708 1427
- Mathematics Genealogy Project: 113345
- Nederlandse Thesaurus van Auteursnamen: 074024833
- Virtual International Authority File: 292179095